# Parlement des Fidji
8e législature
Bâtiments gouvernementaux
Le Parlement des Fidji (en anglais : Parliament of Fiji) est l'institution monocamérale, formée avec le président de la République, qui exerce le pouvoir législatif de la république des Fidji. Le Parlement dans sa forme et ses locaux actuels date de 2014.
Les fonctions du Parlement sont définies par la Constitution adoptée en 2013. Le Parlement, élu tous les quatre ans au suffrage universel et au scrutin proportionnel uninominal à liste ouverte exerce le pouvoir législatif. Tout député peut déposer une proposition de loi. Toute loi adoptée par le Parlement est présentée au président de la République, qui lui donne automatiquement son accord ; dans cette république parlementaire, le président, dont les fonctions sont purement cérémonielles, n'a pas de droit de véto.
Le Parlement élit le Premier ministre et le président de la République, ainsi que le président du Parlement. En accord avec le principe de gouvernement responsable, le Premier ministre et son Cabinet sont responsables devant le Parlement, et doivent se soumettre à ses questions. Le Parlement peut démettre le Premier ministre et son Cabinet par une motion de censure.

## Histoire
Lors de l'indépendance des Fidji en 1970, le Parlement succède au Conseil législatif de l'ère coloniale britannique. Les premières élections ont lieu en 1972. De cette date jusqu'en 2006, le Parlement est composé d'une Chambre des Représentants (élue) et d'un Sénat (dont les membres sont nommés par diverses instances). La Chambre des Représentants exerce l'essentiel du pouvoir législatif, et contrôle le gouvernement, qui en est une émanation ; il se conforme ainsi au système de Westminster. Les sièges sont toutefois en grande partie répartis selon un système de quotas ethniques, entre les Fidjiens autochtones, les Indo-Fidjiens (descendants d'immigrés indiens) et les diverses communautés plus petites.
Le gouvernement dirigé par Voreqe Bainimarama à la suite du coup d'État militaire de décembre 2006 affirme notamment sa volonté de bannir les considérations ethniques de la vie politique. La nouvelle Constitution qu'il introduit en 2013 prévoit la création d'un parlement monocaméral constitué de cinquante députés élus au suffrage universel direct, au scrutin de liste proportionnel dans une unique circonscription nationale, sans quotas ethniques. La durée d'une législature est de quatre ans, sauf dissolution anticipée par le président de la République, sur demande du premier ministre ou des deux tiers des députés. Le nouveau Parlement est élu pour la première fois lors des élections législatives de septembre 2014.

## Système électoral
Le Parlement des Fidji est composé de 55 sièges pourvus pour quatre ans au scrutin proportionnel plurinominal avec vote préférentiel et seuil électoral de 5 % dans une circonscription électorale unique couvrant l'ensemble du pays.
Le scrutin se déroule sous la forme d'un unique vote préférentiel. Chaque électeur vote pour un seul candidat parmi ceux présentés par les partis en lice ou ceux se présentant en indépendant, et chaque voix reçue par un candidat est également comptabilisée comme une voix pour le parti dont il est membre. Après décompte de l'ensemble des voix réunies par les partis et candidats indépendants en lice, les cinquante-et-un sièges à pourvoir sont répartis à la proportionnelle selon la méthode d'Hondt entre ceux ayant franchi le seuil électoral de 5 % du total des suffrages exprimés. Les sièges obtenus par chaque parti sont alors alloués à leurs candidats dans l'ordre du nombre de votes préférentiels obtenus par chaque candidat individuellement,.
Le droit de vote s'acquiert à l'âge de 18 ans, et voter n'est pas obligatoire. Le nombre de sièges du parlement est régulièrement ajusté pour suivre l'évolution démographique du pays. Il était ainsi de 50 en 2014, 51 en 2018, et 55 en 2022.

## Pouvoirs

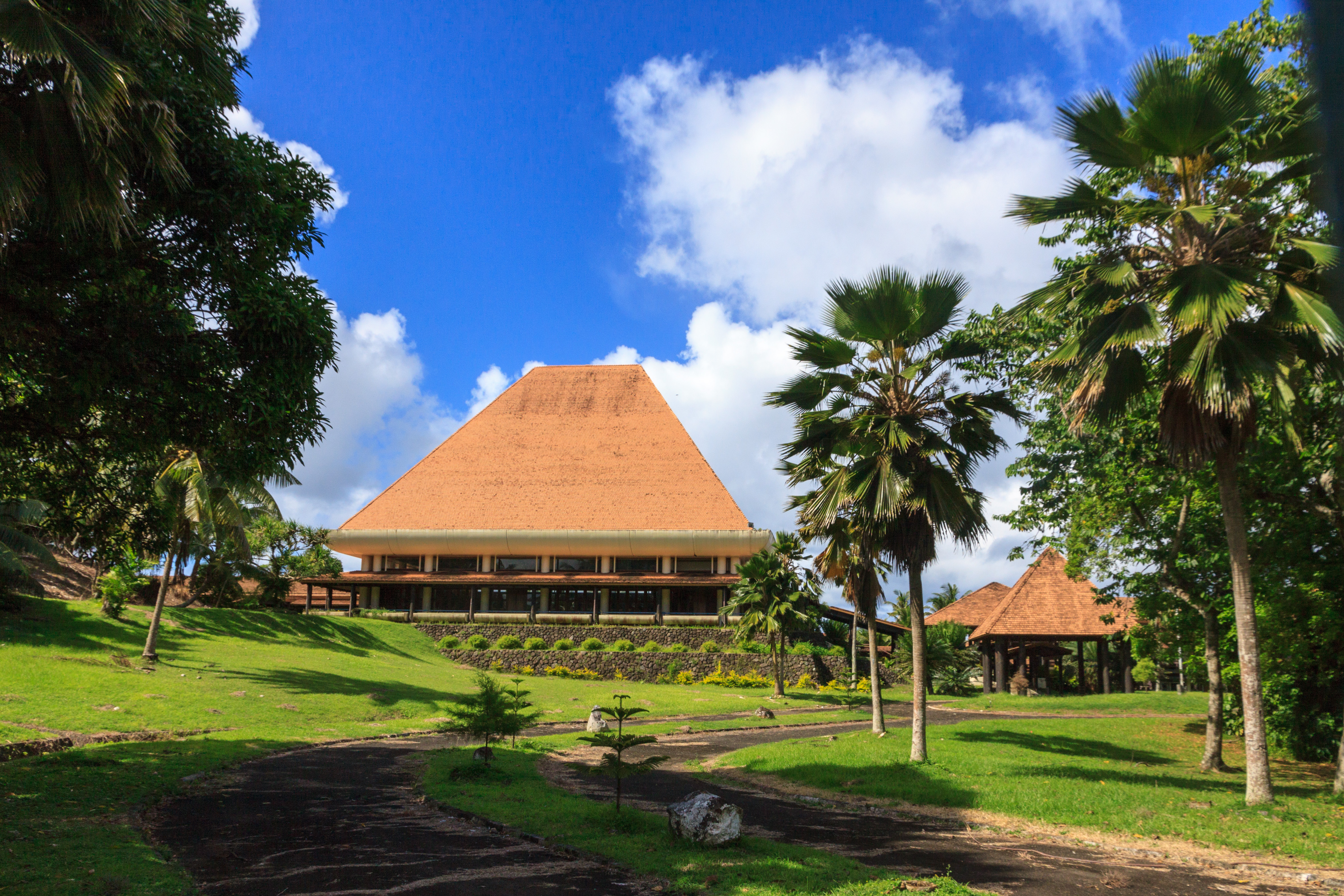
Ancien édifice du Parlement.

Après les élections, la nouvelle assemblée procède à l'élection du président du Parlement. En application de l'article 93 de la Constitution, si un parti dispose d'une majorité absolue des sièges au Parlement, le chef de ce parti devient Premier ministre, à condition d'avoir lui-même été élu député. Si aucun parti n'a de majorité claire, le Parlement procède à l'élection d'un Premier ministre parmi ses membres. En vertu du principe de gouvernement responsable, le Parlement peut démettre le Premier ministre de ses fonctions à tout moment.

### Constitution des Fidji
- (en)  Fidji. « Constitution fidjienne de 2013 » [lire en ligne]

1. ↑  Article 58
2. ↑  Article 53
3. ↑  Article 46
4. ↑  Article 47
5. ↑  Article 48
6. ↑  Article 93
7. ↑  Article 85
8. ↑  Article 77
9. ↑  Article 91
10. 1 2  Article 94

### Autres références
1. 1 2 3  « IPU PARLINE database: FIDJI (Parliament), Système électoral », sur Union interparlementaire (consulté le 2 octobre 2018).
2. ↑  (sv) « Electoral system for national legislature - Fiji », sur www.idea.int (consulté le 19 février 2022).
3. ↑  (en) « Parliament to have 55 seats », sur FijiTimes (consulté le 19 février 2022).